# 9e régiment d'artillerie de marine
Le 9e régiment d'artillerie de marine (9e RAMa) est une unité des Troupes de marine de l'armée française.  
Le 9e régiment d'artillerie coloniale  (9e RACo) participe à la Seconde Guerre mondiale. Le 9e RAMa est recréé en 1958 à partir du régiment d'artillerie coloniale du Maroc (RACM), dont il garde les traditions. 

## Historique

### Seconde Guerre mondiale
Le 9e régiment d'artillerie coloniale à tracteurs tous terrains (9e RAC TTT) est créé à Rueil-Malmaison le 9 juin 1940 pendant la bataille de France. Il comprend deux groupes de canons de 75 tractés tous terrains et une batterie antichar à six canons de 25. Il combat autour de Paris puis sur la Loire, le Cher et l'Indre. Séparés, les deux groupes du régiment se rejoignent en Dordogne à l'armistice. 
Il est dissout le 15 aout 1940. 

### En Afrique du Nord
Le 1er groupe du 9e régiment d'artillerie de marine est recréé le 1er décembre 1958 par changement d'appellation du 1er groupe du régiment d'artillerie coloniale du Maroc. En 1959, le régiment rejoint les Aurès en Algérie où il est affecté au maintien de l'ordre dans les régions de Batna et Lambèse et appuie les opérations de défense du barrage Tunisien[réf. souhaitée]. 
Le 1er octobre 1962, ce groupe devient 9e groupe d'artillerie de marine par changement de nom[réf. nécessaire]. Il stationne à Maison Carrée avec comme chef de corps le lieutenant-colonel Guelton. Le 28 mai 1964 il fait mouvement sur la métropole et embarque à Alger à bord du S/S Kairouan. Le 29 mai 1964, il rejoint à Melun le 1er RAMa et est dissout le 31 mai 1964[réf. souhaitée].

### En Allemagne
Il est recréé le 1er novembre 1970 par dissolution et changement d'appellation du 8e RAMa en 9e RAMa. il s'installe à Saarburg puis à Trèves, au quartier du Belvédère, où il stationne à partir du 1er juillet 1974. Équipé de canons automoteurs de 155 mm AMX F3, il forme l'artillerie de la 1re division blindée des forces françaises en Allemagne.
Il est dissout le 1er août 1992.

## Insigne

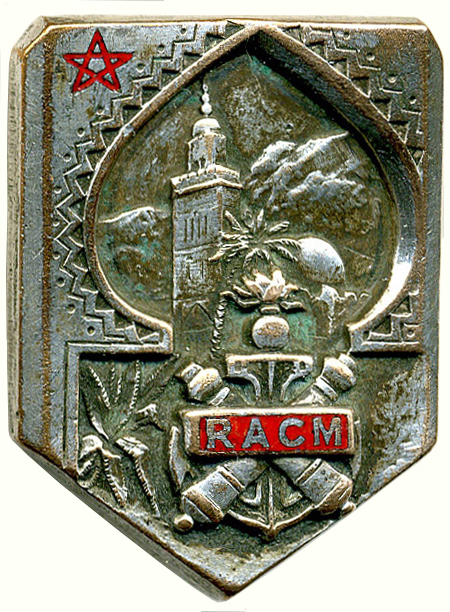
L'insigne du RACM dont dérive celui du 9e RAMa.

Écu, porte mauresque, monts, palmier, ancre, canons croisés, '9' en haut à gauche, avec mention RAMA. Et non RAMa comme il aurait convenu.

## Étendard
Il porte les inscriptions suivantes, reprises du RACM :
- Maroc 1919-1934
- Toulon 1944
- Indochine 1945-1954
- AFN 1952-1962 Cette inscription n'a jamais figuré sur la soie du Drapeau. La Commission des emblèmes de 2004 a décidé que seuls quarante-trois Drapeaux reçoivent l'inscription AFN 1952-1962. Les Formations dissoutes ne reçoivent pas cette inscription, l'âge et l'état de la soie ne permettant pas une application.

L'inscription est inscrite au patrimoine des Unités.